# Subang Jaya
Subang Jaya (ejtsd: Szubang Dzsaja) Malajzia egyik legnagyobb városa Kuala Lumpur közelében, annak központjától mintegy 20 km-re délnyugatra. Lakossága 708 ezer fő volt 2010-ben.
A település komolyabb fejlesztése 1974-ben kezdődött, hogy Nagy-Kuala Lumpur egyre növekvő lakásigényeit kielégítse. Korábban olajpálma- és kaucsukültetvények voltak a helyén. A 2000-es évekre az egyik legnépesebb várossá vált Malajziában. Kuala Lumpurral ma autópálya, gyorsforgalmi út és elővárosi vonatok kötik össze.

## Fordítás
- Ez a szócikk részben vagy egészben  a   Subang Jaya című angol Wikipédia-szócikk fordításán alapul.  Az eredeti cikk szerkesztőit annak laptörténete sorolja fel. Ez a jelzés csupán a megfogalmazás eredetét és a szerzői jogokat jelzi, nem szolgál a cikkben szereplő információk forrásmegjelöléseként.